# Landtagswahl in Lippe 1919
- SPD: 11
- DDP: 4
- LWV: 1
- DNVP: 5

Die Landtagswahl in Lippe vom 26. Januar 1919 war die Wahl zum 1. Landtag in Lippe, einem Kleinstaat der Weimarer Republik. Die SPD Lippe ging aus der Wahl als stärkste Kraft hervor.

## Vorgeschichte
Mit der Novemberrevolution endete 1918 auch in Lippe die Monarchie. Fürst Leopold IV. erkläre am 12. November 1918 seinen Thronverzicht und ein Arbeiter- und Soldatenrat übernahm die Macht. Der alte, nach dem Dreiklassenwahlrecht bestimmte, Landtag kam am 14. November letztmals zu einer Sitzung zusammen, um dem neuen Wahlgesetz zuzustimmen. Das nun beschlossene neue Wahlrecht sah einen Landtag mit 21 Abgeordneten vor, die in freier, gleicher, direkter und geheimer Wahl im Verhältniswahlrecht gewählt werden sollte. Mindestalter war 24 Jahre (für Frontsoldaten 21 Jahre), das Frauenwahlrecht wurde erstmals eingeführt. Am 29. November änderte der Arbeiter- und Soldatenrat das Mindestalter auf 20 Jahre und legte fest, der neue Landtag sollte am 10. Februar 1919 zusammentreten. Hauptaufgabe des Landtags sollte die Ausarbeitung einer neuen Verfassung sein.

## Wahlergebnis
Die Wahlbeteiligung betrug 88,0 %, der Anteil der ungültigen Stimmen 0,6 %. Die gültigen Stimmen verteilten sich wie folgt:
| Partei                   | Stimmen absolut | Stimmen in % | Sitze |
| ------------------------ | --------------- | ------------ | ----- |
| SPD                      | 38.104          | 50,1 %       | 11    |
| DDP                      | 15.061          | 19,8 %       | 4     |
| DNVP                     | 16.973          | 22,3 %       | 5     |
| Lippischer Wählerverband | 5855            | 7,7 %        | 1     |

Die gewählten Abgeordneten finden sich in der Liste der Mitglieder des Landtages (Freistaat Lippe) (1. Wahlperiode).
Auch wenn die SPD eine absolute Mehrheit erhalten hatte, bildete sie mit der DDP eine Koalition, die am 12. Februar 1919 das erste Landespräsidium (Clemens Becker (SPD), Adolf Neumann-Hofer (DDP), Heinrich Drake (SPD)) bildete.
Der Landtag erarbeitete die Verfassung des Landes Lippe vom 21. Dezember 1920.

### Sozialökonomische Struktur der Abgeordneten
Der Frauenanteil der Abgeordneten betrug 6,7 %. Die weitaus überwiegende Zahl der Abgeordneten, nämlich 25 von 30, stammte aus den Städten, lediglich 16,7 % der Abgeordneten stammte aus den Landgemeinden. Mit 11 Abgeordneten oder 36,7 % kamen überproportional viele Abgeordnete aus Detmold. Nach Berufsgruppen ergab sich folgende Verteilung:
| Berufsgruppe   | Zahl Abgeordnete |
| -------------- | ---------------- |
| Selbstständige | 8                |
| Beamte         | 6                |
| Angestellte    | 5                |
| Arbeiter       | 10               |
| Sonstige       | 1                |